# ماريو سواريز (مغني)
ماريو سواريز (بالإسبانية: Mario Suárez)‏ هو مغني فنزويلي، ولد في 19 يناير 1926 في ماراكايبو في فنزويلا، وتوفي بنفس المكان في 14 نوفمبر 2018.

## وصلات خارجية
- ماريو سواريز على موقع ميوزك برينز (الإنجليزية)
- ماريو سواريز على موقع أول ميوزيك (الإنجليزية)
- ماريو سواريز على موقع ديسكوغز (الإنجليزية)